# Мартышки в космосе
«Мартышки в космосе» (англ. Space chimps — «Шимпанзе в космосе») — анимационный фильм 2008 года про космические приключения обезьян. В 2010 году было снято продолжение «Мартышки в космосе: Ответный удар».

## Сюжет
Космический зонд затягивает в кротовую нору, где он попадает на обитаемую планету. Воспользовавшись возможностями зонда, злобный абориген Зартог устанавливает жестокую диктатуру на планете.
NASA решает, в целях исследования возможности проникновения людей на только что открытую планету, послать туда шимпанзе. Для придания весомости экспедиции к команде опытных астронавтов Луны и Титану присоединяют бесшабашного циркача Хэма Третьего, внука первой шимпанзе в космосе.
Они успешно проникают в кротовую нору и, испытав ряд приключений, освобождают планету от тирана и возвращаются на Землю на зонде Инфинити.

## Роли озвучивали
- Энди Сэмберг — Хэм III
- Шерил Хайнс — Луна
- Джефф Дэниэлс — Зартог
- Патрик Уобертон — Титан
- Кристин Ченовет — Киловалавизасахуха (Киловатт)
- Джейн Линч — доктор Пул
- Кэт Сьюси — доктор Смосерс
- Стэнли Туччи — сенатор
- Зак Шэда — Болид
- Томас Джеймс Кенни — голос в кинохронике
- Карлос Алазраки — Хьюстон
- Джесс Харнелл — второстепенные персонажи

## Сборы
Бюджет фильма составил 37 млн долларов. В прокате с 18 июля по 23 ноября 2008 года. В первые выходные собрал 7 181 374 доллара, заняв 7-е место. Наибольшее число показов в 2538 кинотеатрах единовременно. За время проката собрал в мире 64 834 964 доллара (81 место по итогам года) из них 30 105 968 долларов в США (97 место по итогам года) и 34 728 996 долларов в остальном мире. В странах СНГ фильм шёл с 28 августа по 5 октября 2008 и собрал 2 255 508 долларов.

## Компьютерная игра
В 2008 году вышла одноимённая компьютерная игра, созданная на основе мультфильма. В разработке игры «Мартышки в космосе» участвовали студии Redtribe, Wicked Witch Software и WayForward Technologies. Издательством занималась Brash Entertainment. Игра представляет собой аркаду и сюжетно повторяет мультфильм.